# Poprzeczka
Poprzeczka – część wsi Nawóz w Polsce położona w województwie lubelskim, w powiecie zamojskim, w gminie Nielisz.
W latach 1975–1998 miejscowość należała administracyjnie do województwa zamojskiego.